# Алфа Ромео 159
Алфа Ромео 159 је аутомобил који је производила италијанска фабрика аутомобила Алфа Ромео од 2005. до 2011. године.

## Историјат
Представљен је 2005. године на салону аутомобила у Женеви у седан верзији, као модел који наслеђује 156-ицу. Заснован је на GM/Fiat Premium платформи као и спортски Алфин модел брера и спајдер. Производио се у Алфином погону у граду Помиљано д'Арко у Италији.
Године 2006, заузела је треће место у избору за Европски аутомобил године.
Као и претходна 156-ица била је доступна у седан и караван верзијама. Алфа 159 је у свим димензијама повећана у односу на Алфу 156. Дужа је за 22,5 цм, а шира за 8,5 цм, наравно и међуосовинско растојање је повећано за десетак центиметара. Променом димензија, мења се и стратегија, циљ Алфе 159 јесте претња озбиљним конкурентима у средњој класи као што су BMW серије 3, Ауди А4 и Мерцедес Ц класе. То и јесте велика разлика у односу на претходну Алфу 156. Она је била замишљена као новитет и освежење на апатичном тржишту, док 159-ка тежи према статусу премијум средње класе.
Алфа 159 се може похвалити елегантним линијама, али и агресивним облицима и контурама које асоцирају на снагу, брзину и динамику. У односу на претходника материјали и завршна обрада су на високом нивоу. Задња врата сада имају стандардну ручицу за отварање, уместо скривене у ц-стуб као код 156-ице. Стандард за све Алфе 159 јесте картица уместо кључа, па се тако са тастером стартује и гаси мотор.
На Euro NCAP тестовима судара 2006, добила је максималних пет звездица за безбедност.

## Мотори
| Модел             | Цилиндри         | Запремина        | Снага            | Обртни момент       | 0–100 km/h       | Брзина           |
| Бензински мотори  | Бензински мотори | Бензински мотори | Бензински мотори | Бензински мотори    | Бензински мотори | Бензински мотори |
| ----------------- | ---------------- | ---------------- | ---------------- | ------------------- | ---------------- | ---------------- |
| 1.8 MPI 16V       | 4                | 1796 cm³         | 103 kW (138 КС)  | 175 Nm при 3800 rpm | 10,4 сек.        | 206 km/h         |
| 1.8 TBi 16V       | 4                | 1742 cm³         | 147 kW (197 КС)  | 320 Nm при 1400 rpm | 7,7 сек.         | 235 km/h         |
| 1.9 JTS 16V       | 4                | 1859 cm³         | 118 kW (158 КС)  | 190 Nm при 4500 rpm | 9,7 сек.         | 212 km/h         |
| 2.2 JTS 16V       | 4                | 2198 cm³         | 136 kW (182 КС)  | 230 Nm при 4500 rpm | 8,8 сек.         | 222 km/h         |
| 3.2 JTS V6 24V    | 6                | 3195 cm³         | 191 kW (256 КС)  | 322 Nm при 4500 rpm | 7,1 сек.         | 250 km/h         |
| 3.2 JTS V6 24V Q4 | 6                | 3195 cm³         | 191 kW (256 КС)  | 322 Nm при 4500 rpm | 7,0 сек.         | 240 km/h         |
| Дизел мотори      |                  |                  |                  |                     |                  |                  |
| 1.9 JTDM 8V       | 4                | 1910 cm³         | 88 kW (118 КС)   | 280 Nm при 2000 rpm | 11,0 сек.        | 191 km/h         |
| 1.9 JTDM 16V      | 4                | 1910 cm³         | 110 kW (150 КС)  | 320 Nm при 2000 rpm | 9,4 сек.         | 210 km/h         |
| 2.0 JTDM 16V      | 4                | 1956 cm³         | 100 kW (130 КС)  | 350 Nm при 1750 rpm | 9,9 сек.         | 202 km/h         |
| 2.0 JTDM 16V      | 4                | 1956 cm³         | 125 kW (168 КС)  | 360 Nm при 1750 rpm | 8,8 сек.         | 218 km/h         |
| 2.4 JTDM 20V      | 5                | 2387 cm³         | 147 kW (197 КС)  | 400 Nm при 2000 rpm | 8,4 сек.         | 228 km/h         |
| 2.4 JTDM 20V      | 5                | 2387 cm³         | 154 kW (207 КС)  | 400 Nm при 1500 rpm | 8,2 сек.         | 230 km/h         |
| 2.4 JTDM 20V Q4   | 5                | 2387 cm³         | 154 kW (207 КС)  | 400 Nm при 1500 rpm | 8,3 сек.         | 227 km/h         |

## Галерија
- седан
- седан
- унутрашњост
- полицијски 159
- караван
- караван